# خوان لويس مورا
خوان لويس مورا بالاسيوس (بالإسبانية: Juan Luis Mora)‏، من مواليد 12 يوليو 1973 في أرانخويز في إسبانيا، لاعب كرة قدم إسباني.
بدأ مسيرته الكروية مع نادي ريال أوفيدو في عام 1993، ولعب معهم حتى عام 1999، وشارك معهم في 126 مباراة، وفي عام 1999 انتقل إلى نادي إسبانيول، ولعب معهم حتى عام 2002، وشارك معهم في 71 مباراة، وفي موسم 2002/2003 انتقل إلى نادي خيريز، ولعب معهم 41 مباراة، وفي عام 2003 انتقل إلى نادي ليفانتي، ولعب معهم حتى عام 2005، وشارك معهم في 78 مباراة، ومنذ عام 2005 وهو يلعب مع نادي فالنسيا.

## روابط خارجية
- خوان لويس مورا على موقع الاتحاد الدولي (مؤرشف)  (الإنجليزية)
- خوان لويس مورا على موقع قاعدة بيانات كرة القدم.إي يو (الإنجليزية)
- خوان لويس مورا على موقع عالم كرة القدم.نت (الإنجليزية)
- خوان لويس مورا على موقع أوليمبيديا (الإنجليزية)